# 索伦戈

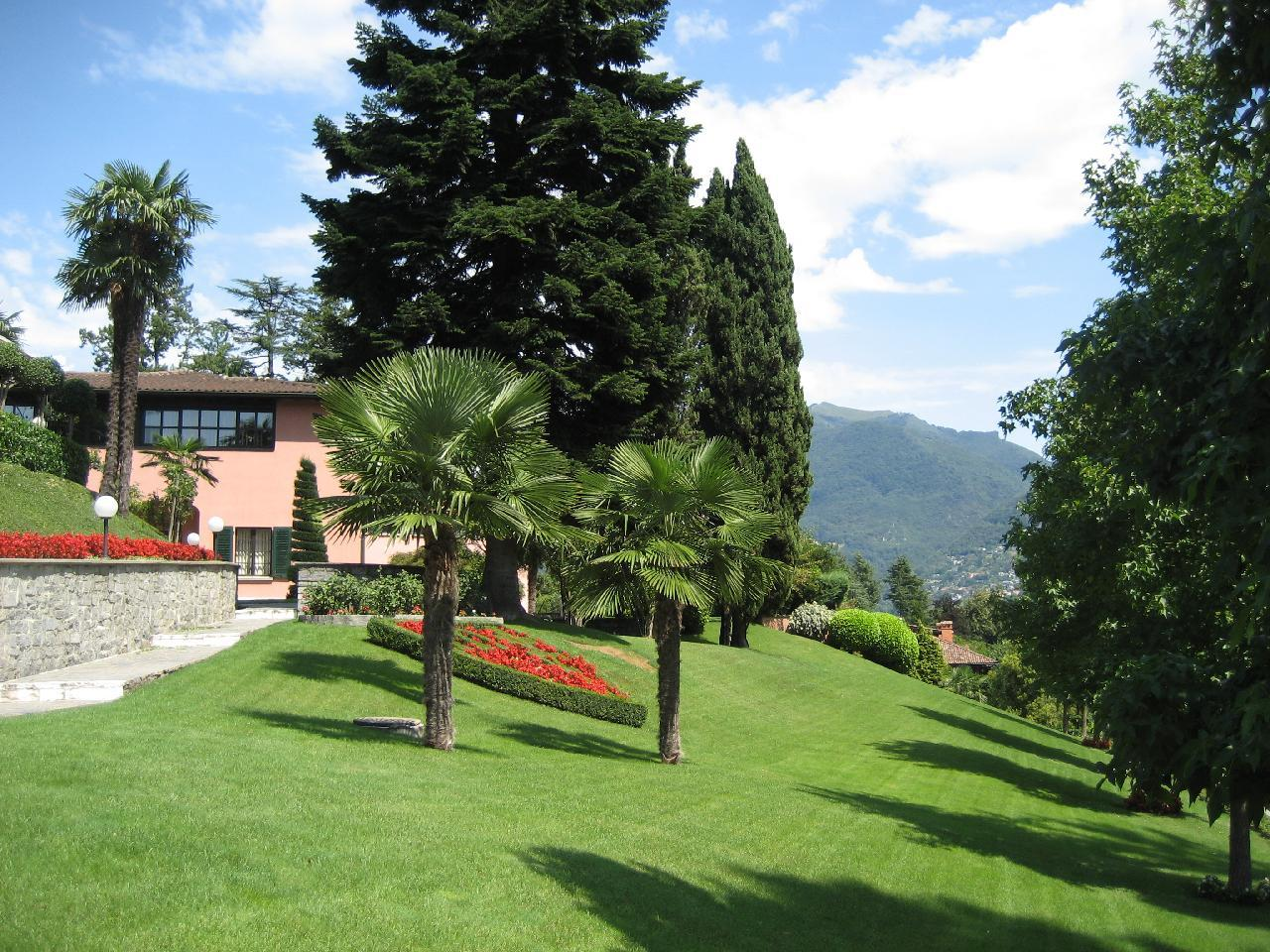

索伦戈（義大利語：Sorengo）是瑞士的城鎮，位於該國南部，由提契諾州負責管轄，面積.85平方公里，海拔高度430米，2011年人口1,709，七成半人口信奉羅馬天主教，人口密度每平方公里2011人。

## 外部連結
- Official website （页面存档备份，存于） （意大利文）